# Épeigné-les-Bois
Épeigné-les-Bois é uma comuna francesa na região administrativa do Centro, no departamento Indre-et-Loire. Estende-se por uma área de 14,56 km². Em 2010 a comuna tinha 414 habitantes (densidade: 28,4 hab./km²).